# Mathias Petersen

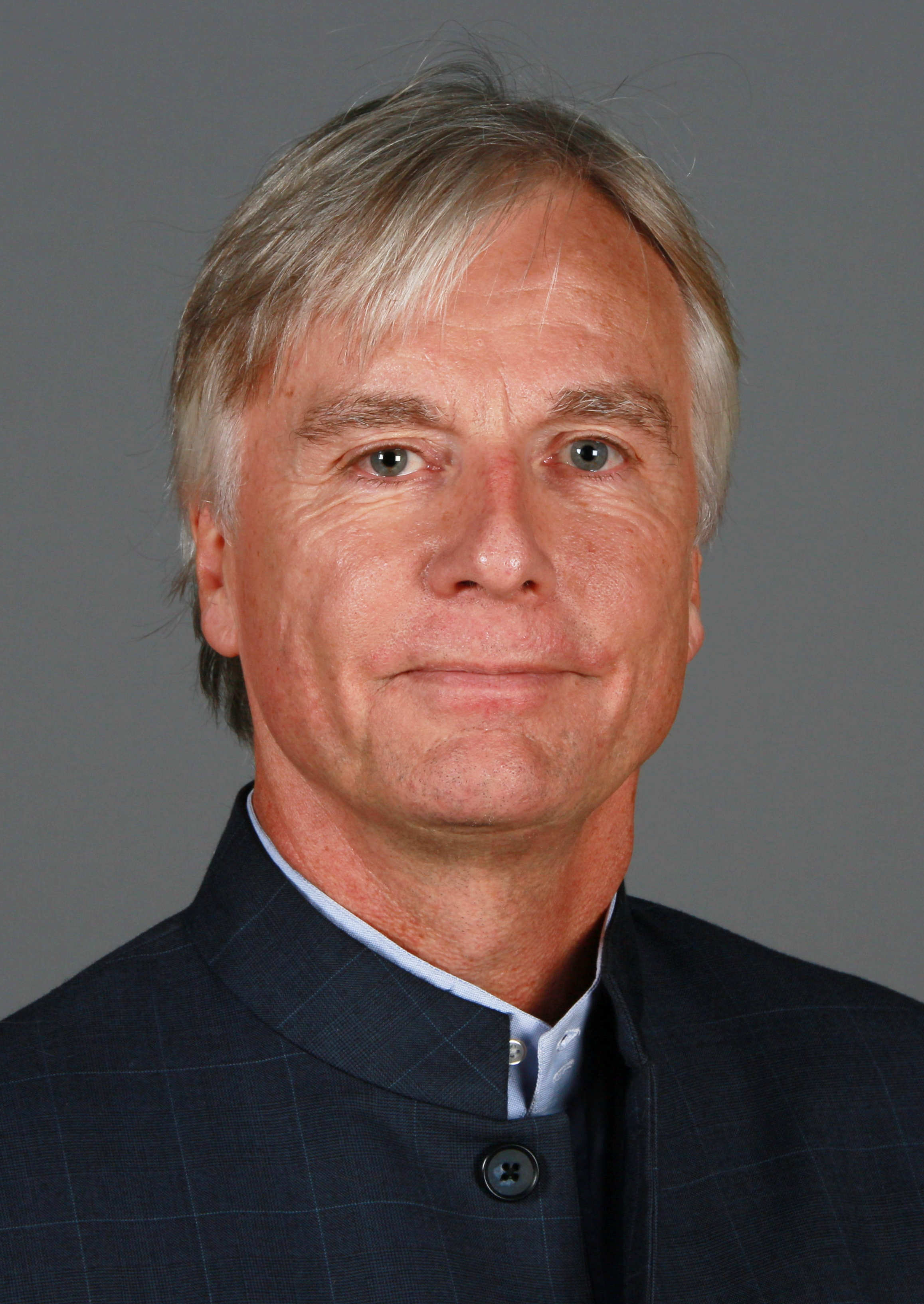
Mathias Petersen (2018)

Mathias Petersen (* 23. August 1955 in Reinbek) ist ein deutscher Arzt und Politiker der SPD. Er war von 1997 bis 2025 Abgeordneter der Hamburgischen Bürgerschaft.

## Person
Petersen studierte in den Jahren 1980 bis 1986 Medizin in Hamburg. Seit 1990 betreibt er eine Gemeinschaftspraxis für Allgemeinmedizin in Hamburg-Altona. 1993 bis 1997 war er Mitglied im Vorstand der Kassenärztlichen Vereinigung Hamburg. Er hat drei Söhne.

## Öffentliche Mandate
Am 21. September 1997 wurde er erstmals in die Hamburgische Bürgerschaft gewählt, der er bis heute angehört. Von 1997 bis 2004 war er gesundheitspolitischer Sprecher der SPD-Fraktion.
Bei der Bürgerschaftswahl am 20. Februar 2011 erreichte Mathias Petersen mit 21.611 Stimmen das zweitbeste Ergebnis nach dem Spitzenkandidaten Olaf Scholz und wurde damit, trotz des unsicheren Platzes 20 auf der Landesliste, direkt gewählt. In der anschließenden Kandidatur zur Bürgerschaftspräsidentschaft in der SPD-Fraktion unterlag er mit 28:32 knapp Carola Veit. Stattdessen wurde er Vorsitzender des Haushaltsausschusses der Hamburgischen Bürgerschaft. Weitere Schwerpunkte seiner parlamentarischen Arbeit waren neben der Haushalts- und Gesundheitspolitik auch Kultur- und Sportpolitik.
Bei der Bürgerschaftswahl am 15. Februar 2015 wurde Petersen mit 13.161 Personenstimmen über die Landesliste der SPD Hamburg in die neue Bürgerschaft gewählt. Am 23. Februar 2020 gelang Petersen erneut der Einzug über die Landesliste der SPD in die Hamburgische Bürgerschaft. Er übernahm danach den Vorsitz des parlamentarischen Untersuchungsausschusses zur „Cum-Ex-Affäre“. 
Zur Bürgerschaftswahl 2025 trat Petersen nicht mehr an.
In der Hamburger SPD-Fraktion galt Petersen als besonders eigenständiger Abgeordneter. Er sei der Typ, „der dem Senat auch mal zeigen möchte, wer am Ende der Gesetzgeber ist“ (Dirk Kienscherf).

## Partei
Petersen trat im Jahr 1982 in die SPD ein. Im Jahr 2001 wurde er Vorsitzender des SPD-Distrikts Flottbek-Othmarschen. Vor der Bürgerschaftswahl 2004 unterlag er auf einem Landesparteitag für die Nominierung zum Bürgermeisterkandidaten gegen Thomas Mirow. Auf dem Landesparteitag im Juni 2004 wurde er mit rund 84 Prozent der Stimmen als Nachfolger von Olaf Scholz zum neuen Landesvorsitzenden gewählt, nachdem er zuvor eine parteiinterne Mitgliederbefragung gegen Knut Fleckenstein gewonnen hatte. Am 6. Mai 2006 wurde Petersen mit rund 88 % als Landesvorsitzender der Hamburger SPD bestätigt.
Im Jahr 2006 erklärte Altbürgermeister Henning Voscherau seinen Verzicht auf alle zwischenzeitlich geäußerten Ambitionen, erneut als Bürgermeisterkandidat anzutreten. Am 22. Januar 2007 erklärte die ehemalige Hamburger Bürgerschaftspräsidentin Dorothee Stapelfeldt, dass sie um die Bürgermeisterkandidatur gegen Petersen antreten wolle. Dieser hatte zuvor innerparteiliche Kritik geerntet, nachdem er u. a. die Veröffentlichung der Wohnadressen von Sexualstraftätern gefordert hatte.
Am 25. Februar 2007 erfolgte nach einem wochenlangen Wahlkampf eine Urabstimmung der Mitglieder. Die anschließende Auszählung wurde abgebrochen, als man feststellte, dass in der Parteizentrale 959 Briefwahlstimmen verschwunden waren. Bei den vorhandenen Stimmzetteln hatte Petersen uneinholbar in Führung gelegen. Dennoch weigerte sich die Mehrheit des Landesvorstandes, dieses Ergebnis anzuerkennen. Das letztlich nicht aufgeklärte Verschwinden der Stimmzettel hatte Konsequenzen für die Hamburger SPD. Am 4. März 2007 verzichtete Mathias Petersen auf eine erneute Kandidatur für den Parteivorsitz und als Spitzenkandidat für die Bürgerschaftswahl 2008, kandidierte allerdings auf Platz 5 der Landesliste.
Mathias Petersen wurde am 23. April 2013 mit 82,5 % der Stimmen zum Vorsitzenden des SPD-Kreisverbands Altona gewählt. Zur Neuwahl auf dem Kreisparteitag am 24. Oktober 2020 trat er nicht mehr an; zum Nachfolger wurde Sören Platten gewählt.

## Politische Positionen
In den 1990er Jahren setzte sich Petersen dafür ein, das sanierungsbedürftige Universitätskrankenhaus Eppendorf in Barmbek neu zu errichten. Gegen die Mehrheit der Hamburger SPD trat er für eine Straßenbahn in Hamburg ein, gegen die Aufwendung von Steuergeldern für eine Elbphilharmonie und gegen den Teilverkauf des Hamburger Hafens an die Mediterranean Shipping Company.

## Vorfahren
Petersen stammt aus einer hanseatischen Familie, die bereits mehrmals Hamburger Bürgermeister und Senatoren gestellt hat. Sein Großvater Rudolf Petersen war der erste Nachkriegsbürgermeister Hamburgs, dessen Bruder Carl Wilhelm Petersen war Erster Bürgermeister 1924–1929, 1932–1933 und Zweiter Bürgermeister 1930–1931. Sein Urgroßvater Carl Friedrich Petersen war Erster Bürgermeister 1876, 1877, 1880, 1883, 1886, 1889, 1892 und Zweiter Bürgermeister 1879, 1882, 1885, 1888, 1891.
Außerdem ist Petersen mit der Familie Sieveking verwandt durch seine Großmutter Olga Petersen (1881–1965). Ihr Vater Ernst Friedrich Sieveking (1836–1909) war 1877–1879 Senator und anschließend Präsident des Hanseatischen Oberlandesgerichtes in Hamburg, dessen Vater Friedrich Sieveking (1798–1872) war Erster Bürgermeister in den Jahren 1861, 1862, 1865, 1868 und Zweiter Bürgermeister 1864 und 1867 (siehe Hamburger Senat 1861–1919).